# Championnat d'Islande de football 1983
Navigation
Saison précédente Saison suivante
La saison 1983 du Championnat d'Islande de football était la 72e édition de la première division islandaise. Les 10 clubs jouent les uns contre les autres lors de rencontres disputées en matchs aller et retour.
Le Vikingur Reykjavik, double tenant du titre, a tenté de le conserver face aux neuf meilleurs clubs du pays.
C'est l'ÍA Akranes qui termine en tête du championnat et remporte le 11e titre de champion d'Islande de l'histoire du club, six ans après son dernier sacre en 1977. Le club d'Akranes réalise même le doublé en remportant également la Coupe d'Islande.
En bas de classement, l'ÍB Ísafjörður est relégué en 2. Deild, tout comme l'ÍBV Vestmannaeyjar, pourtant vice-champion d'Islande la saison auparavant. Cependant, grâce à son beau parcours en Coupe et sa place de finaliste (battu par le champion, l'ÍA Akranes), le club des îles Vestmann jouera la Coupe des Coupes la saison prochaine.

## Les 10 clubs participants
| \| Reykjavik : · Valur - Vikingur - KR - þrottur þor Akureyri ÍA Akranes ÍBK Keflavík Breiðablik Kopavogur ÍB Ísafjörður ÍBV Vestmannaeyjar \| Clubs participants |
| Reykjavik : · Valur - Vikingur - KR - þrottur þor Akureyri ÍA Akranes ÍBK Keflavík Breiðablik Kopavogur ÍB Ísafjörður ÍBV Vestmannaeyjar                          |

| Club                 | Classement 1982 | Stade            | Ville          |
| -------------------- | --------------- | ---------------- | -------------- |
| ÍA Akranes           | 4               | Akranesvöllur    | Akranes        |
| Breiðablik Kopavogur | 7               | Kópavogsvöllur   | Kopavogur      |
| ÍB Ísafjörður        | 5               | Isafjörðurvöllur | Ísafjörður     |
| ÍBK Keflavík         | 8               | Keflavíkurvöllur | Keflavík       |
| KR Reykjavik         | 3               | Laugardalsvöllur | Reykjavik      |
| þor Akureyri         | 2. Deild        | Akureyrarvöllur  | Akureyri       |
| þrottur Reykjavik    | 2. Deild        | Laugardalsvöllur | Reykjavik      |
| Valur Reykjavik      | 6               | Laugardalsvöllur | Reykjavik      |
| ÍBV Vestmannaeyjar   | 2               | Hásteinsvöllur   | Vestmannaeyjar |
| Vikingur Reykjavik   | 1               | Laugardalsvöllur | Reykjavik      |

## Compétition

### Classement
Le barème de points servant à établir le classement se décompose ainsi :
- Victoire : 2 points
- Match nul : 1 point
- Défaite : 0 point

| Rang | Équipe               | Pts | J  | G  | N  | P | Bp | Bc | Diff |
| ---- | -------------------- | --- | -- | -- | -- | - | -- | -- | ---- |
| 1    | ÍA Akranes C         | 24  | 18 | 10 | 4  | 4 | 29 | 11 | +18  |
| 2    | KR Reykjavik         | 20  | 18 | 5  | 10 | 3 | 18 | 19 | -1   |
| 3    | Breiðablik Kopavogur | 19  | 18 | 6  | 7  | 5 | 24 | 18 | +6   |
| 4    | Þór Akureyri P       | 18  | 18 | 5  | 8  | 5 | 21 | 19 | +2   |
| 5    | Valur Reykjavik      | 18  | 18 | 7  | 4  | 7 | 29 | 31 | -2   |
| 6    | Þrottur Reykjavik P  | 18  | 18 | 6  | 6  | 6 | 24 | 31 | -7   |
| 7    | Vikingur Reykjavik T | 17  | 18 | 4  | 9  | 5 | 20 | 20 | 0    |
| 8    | ÍBK Keflavík         | 17  | 18 | 8  | 1  | 9 | 24 | 27 | -3   |
| 9    | ÍBV Vestmannaeyjar   | 16  | 18 | 5  | 6  | 7 | 25 | 26 | -1   |
| 10   | ÍB Ísafjörður        | 13  | 18 | 2  | 9  | 7 | 16 | 28 | -12  |

|  | Qualifié pour la Coupe d'Europe des clubs champions 1984-1985 |
|  | Qualifié pour la Coupe des Coupes 1984-1985                   |
|  | Qualifié pour la Coupe UEFA 1984-1985                         |
|  | Relégation en 2. Deild                                        |

### Matchs
| Résultats (▼dom., ►ext.)                                   | þor | Val | KR  | þrot | Kefl | ÍBÍ | Akr | Vik | Brei | Vest |
| Þor Akureyri                                               |     | 2-2 | 2-0 | 4-0  | 2-0  | 1-1 | 0-1 | 0-0 | 2-2  | 1-1  |
| Valur Reykjavik                                            | 2-0 |     | 4-1 | 1-4  | 0-2  | 1-1 | 0-3 | 2-1 | 2-1  | 3-0  |
| KR Reykjavik                                               | 1-1 | 3-2 |     | 0-0  | 0-1  | 0-0 | 0-0 | 2-1 | 1-0  | 2-2  |
| Þrottur Reykjavik                                          | 1-2 | 3-2 | 2-2 |      | 2-1  | 1-0 | 0-0 | 2-2 | 1-1  | 3-1  |
| ÍBK Keflavík                                               | 2-1 | 1-2 | 1-1 | 3-2  |      | 3-0 | 0-1 | 1-2 | 0-2  | 3-1  |
| ÍB Ísafjörður                                              | 0-0 | 1-3 | 1-1 | 2-0  | 1-2  |     | 1-0 | 2-3 | 1-1  | 2-2  |
| ÍA Akranes                                                 | 0-2 | 2-0 | 1-1 | 5-0  | 4-0  | 3-0 |     | 2-0 | 3-2  | 1-1  |
| Vikingur Reykjavik                                         | 0-0 | 1-1 | 1-2 | 0-0  | 3-1  | 2-2 | 1-2 |     | 0-0  | 2-0  |
| Breiðablik Kopavogur                                       | 3-0 | 2-2 | 0-1 | 2-3  | 2-1  | 1-1 | 1-0 | 0-0 |      | 1-0  |
| ÍBV Vestmannaeyjar                                         | 3-1 | 3-0 | 0-0 | 3-0  | 1-2  | 4-0 | 2-1 | 1-1 | 0-3  |      |
| - Victoire à domicile - Match nul - Victoire à l'extérieur |     |     |     |      |      |     |     |     |      |      |

## Bilan de la saison
| Tableau d'Honneur                 |                    |
| Compétition                       | Vainqueur          |
| Championnat d'Islande de football | ÍA Akranes         |
| Coupe d'Islande de football       | ÍA Akranes         |
| Supercoupe d'Islande de football  | Vikingur Reykjavik |

| Qualifications européennes                   |                    |
| Coupe d'Europe des clubs champions 1984-1985 | Qualifié           |
| 1er tour                                     | ÍA Akranes         |
| Coupe des Coupes 1984-1985                   | Qualifié           |
| 1er tour                                     | ÍBV Vestmannaeyjar |
| Coupe UEFA 1984-1985                         | Qualifié           |
| 1er tour                                     | KR Reykjavik       |

| Promotion et relégation |                                  |
| Relégué en 2. Deild     | ÍBV Vestmannaeyjar ÍB Ísafjörður |
| Promu en 1. Deild       | Fram Reykjavik KA Akureyri       |

## Meilleurs buteurs
| # | Buteurs               | Clubs                | Nb de Buts |
| - | --------------------- | -------------------- | ---------- |
| 1 | Ingi Björn Albertsson | Valur Reykjavik      | 14         |
| 2 | Sigurður Gretarsson   | Breiðablik Kopavogur | 12         |
| 3 | Heimir Karlsson       | Vikingur Reykjavik   | 9          |
| 3 | Guðjon Guðmunðsson    | þor Akureyri         | 9          |
| 5 | Hlynur Stefansson     | ÍBV Vestmannaeyjar   | 8          |